# 中国人民解放军空降兵训练基地
中国人民解放军空降兵训练基地，位于广西壮族自治区桂林市，隶属中国人民解放军空军。

## 沿革
- 1952年10月，以中国人民解放军第四军军部为基础组建成立中国人民解放军城防高射炮兵学校，位于上海[1]。
- 不久，更名中国人民解放军防空部队高射炮兵学校[1]。
- 1955年，更名中国人民解放军防空军高射炮兵学校[1]。
- 1955年，防空军高射炮兵学校（第三营修理系）分出，参与合组防空军技术学校，后为空军导弹学院。
- 1958年，更名中国人民解放军空军高射炮兵学校，1958年9月迁至河南信阳[1]。

- 1958年，防空军技术学校（高炮技术干部培训）并入。
- 1969年11月，撤销空军高射炮兵学校[1]。
- 1978年3月，在广西桂林复建中国人民解放军空军高射炮兵学校[1]。
- 1986年，升格中国人民解放军空军高炮学院[1]。
- 1999年6月，改建为中国人民解放军桂林空军学院[1]。
- 2012年第十六次全军院校会议后，中央军委将该学院调整组建为中国人民解放军空军空降兵学院[1][2]。
- 2017年7月，在深化国防和军队改革中，根据中央军委统一部署，调整组建为中国人民解放军空降兵训练基地，从而由军队院校转变为训练基地[3]。

## 历任领导
中国人民解放军空军空降兵学院
| 院长 - 孙超群（1952年—1954年3月，防空军高射炮兵学校校长） - 雷淯龙（？—？，防空军高射炮兵学校校长） - 樊哲祥（1956年4月—？，防空军高射炮兵学校校长） - 张若水（？—？，空军高射炮兵学校校长） …… - 宋元刚 空军少将（1987年11月—1993年12月，空军高炮学院院长） - 王克曼 空军少将（1993年12月—1997年7月，空军高炮学院院长） - 杨维成 空军少将（1997年7月—1999年7月，空军高炮学院院长） - 戴鸿生 空军少将（1999年7月—2006年7月，桂林空军学院院长） - 郝作春 空军少将（2006年7月—2009年，桂林空军学院院长） - 王凤斌 空军少将（2009年－2015年，桂林空军学院、空军空降兵学院院长） - 柳志忠 空军少将（2015年—2017年，空军空降兵学院院长） | 政治委员 - 李赤然（1952年9月—1954年12月，防空军高射炮兵学校政治委员） - 胡立信（1954年—1957年5月，防空军高射炮兵学校政治委员；1957年5月—1964年9月，空军高射炮兵学校政治委员） - 陈袭（？—？，空军高射炮兵学校政治委员） …… - 刘世民 空军少将（1990年6月—1993年12月，空军高炮学院政治委员） - 杜裕清 空军少将（1993年12月—1999年7月，空军高炮学院政治委员） - 王继云 空军少将（1999年7月—2003年12月，桂林空军学院政治委员） - 王喜民 空军少将（2003年12月—2009年，桂林空军学院政治委员） - 郝文玮 空军少将（2009年—2013年，桂林空军学院、空军空降兵学院政治委员） - 梅华波 空军少将（2013年—2015年，空军空降兵学院政治委员） - 陈龙斌 空军大校（2015年—2017年，空军空降兵学院政治委员） |

中国人民解放军空降兵训练基地
| 司令员 - [[]]（2017年—） | 政治委员 - [[]]（2017年—） |